# Medalha Kołos
A Medalha Kołos (em polonês/polaco:  Medal Kołosa) é uma condecoração concedida bianualmente pela Universidade de Varsóvia conjuntamente com a Polish Chemical Society por trabalho de distinção em químico-física teórica ou experimental. Foi estabelecida em 1998 em comemoração à vida e carreira de Włodzimierz Kołos, um dos fundadores da moderna química quântica.

## Recipientes
- 1998: Roald Hoffmann
- 2000: Richard Bader
- 2002: Paul von Ragué Schleyer
- 2005: Jan Peter Toennies
- 2007: Jeremy M Hutson
- 2009: Joachim Sauer
- 2011: Yuan Lee
- 2013: Philip Coppens
- 2015: Frederic Merkt